# Ново-Село (Русенська область)
Но́во-Се́ло (болг. Ново село) — село в Русенській області Болгарії. Входить до складу общини Русе.

## Населення
За даними перепису населення 2011 року у селі проживали 1157 осіб.
Національний склад населення села:
| Національність   | Кількість осіб | Відсоток |
| ---------------- | -------------- | -------- |
| болгари          | 1056           | 98,3%    |
| турки            | 8              | 0,7%     |
| Всього відповіли | 1074           |          |

Розподіл населення за віком у 2011 році:
Динаміка населення: